# آگوستا براکستون بیکر
آگوستا براکستون بیکر (زاده ۱ آوریل ۱۹۱۱ – درگذشته ۲۳ فوریه ۱۹۹۸) یک کتابدار و داستان‌نویس آمریکایی بود. او به‌خاطر مشارکت‌هایش در ادبیات کودکان، به‌ویژه در زمینه به تصویر کشیدن زندگی سیاه‌پوستان آمریکایی در آثار کودکان، شهرت داشت.

## دوران اولیه زندگی و تحصیل
آگوستا براکستون بیکر در تاریخ ۱ آوریل ۱۹۱۱ در بالتیمور، مریلند به دنیا آمد. پدر و مادرش هر دو معلم مدرسه بودند کو عشق به خواندن را در او نهادینه کردند. در طول روز، در حالی که والدینش مشغول به کار بودند، مادربزرگش، آگوستا فکس (که نام خود را از او دریافت کرده بود) از او مراقبت می‌کرد و داستان‌هایی برایش می‌گفت. بیکر از این داستان‌ها لذت می‌برد و این عشق را در طول زندگی‌اش حفظ کرد. او قبل از شروع مدرسه ابتدایی خواندن را یادگرفت و بعداً در دبیرستان سیاه‌پوست (با جداسازی نژادی) که پدرش در آن تدریس می‌کرد، ثبت‌نام کرد و در سن ۱۶ سالگی فارغ‌التحصیل شد. بیکر سپس وارد دانشگاه پیتسبورگ شد، جایی که در پایان سال دوم تحصیلش با جیمز بیکر آشنا و ازدواج کرد.

## شغل حرفه‌ای
پس از فارغ‌التحصیلی، بیکر به مدت چند سال تدریس کرد تا اینکه در سال ۱۹۳۷ به عنوان کتابدار کودکان در شعبه ۱۳۵ خیابان کتابخانه عمومی نیویورک (در حال حاضر شعبه منطقه‌ای کانتی کالن است) در هارلم استخدام شد. بیکر سه بار درخواست داد تا اینکه آن کارول مور، رئیس خدمات کودکان، به درخواست او توجه کرد. مور بعدها مدیر کتابخانه را به خاطر عدم انتقال درخواست سرزنش کرد، زیرا او به هر کسی که نشان‌دهنده علاقه به کارهای کودکانه بود، علاقه داشت.
در سال ۱۹۳۹، این شعبه تلاشی را برای یافتن و جمع‌آوری ادبیات کودکان آغاز کرد که تصویرگر سیاه‌پوستان به عنوان چیزی غیر از «دلقک‌های مطیع» بود که با لهجه‌ای توهین‌آمیز صحبت می‌کردند و دیگر کلیشه‌های مشابه. این مجموعه که توسط بیکر به عنوان «مجموعه یادبود جیمز ولدن جانسون از کتاب‌های کودکان» تأسیس شد، منجر به انتشار اولین فهرست کتاب‌هایی برای و دربارهٔ کودکان سیاه‌پوست شد. بیکر این پروژه را با تشویق نویسندگان، تصویرگران و ناشران برای تولید و همچنین کتابخانه‌ها برای خرید کتاب‌هایی که سیاه‌پوستان را در نوری مثبت به تصویر می‌کشیدند، پیش برد.
در سال ۱۹۵۳، او به عنوان متخصص داستان‌گویی و دستیار هماهنگ‌کننده خدمات کودکان منصوب شد. کمی بعد، در سال ۱۹۶۱ به هماهنگ‌کننده خدمات کودکان تبدیل شد و نخستین کتابدار آفریقایی-آمریکایی در یک موقعیت اداری در کتابخانه عمومی نیویورک (NYPL) شد. در این نقش، او برنامه‌های کودکان در کل سیستم NYPL را نظارت کرد و سیاست‌هایی برای آن‌ها تعیین کرد. در این زمان، بیکر همچنین نقش مهمی در بخش خدمات کودکان انجمن کتابخانه آمریکا (اکنون انجمن خدمات کتابخانه ای به کودکان) داشت و به عنوان رئیس آن خدمت کرد. علاوه بر این، او ریاست کمیته‌ای را بر عهده داشت که مدال نیوبری و مدال کالدکات را اهدا می‌کرد. علاوه بر این بیکر در این سمت بر بسیاری از نویسندگان و تصویرگران کودکان مانند موریس سنداک، مادلین الانگل، ازرا جک کیتس و جان استپتو تأثیر گذاشت. او همچنین به عنوان مشاور برای مجموعه تلویزیونی کودکان و نوجوانان که در آن زمان به تازگی ساخته شده بود ، خیابان کنجد کار می‌کرد.
در سال ۱۹۴۶، او فهرست جامعی از عناوین مرتبط با تجربه سیاه‌پوستان به نام «کتاب‌هایی دربارهٔ زندگی سیاه‌پوستان برای کودکان» منتشر کرد. در یک مقاله در سال ۱۹۴۳، بیکر معیارهای انتخاب خود را بیان کرد. کتاب‌هایی که باید شامل می‌شدند، باید «تصویری بی‌طرف، دقیق و کامل از زندگی سیاه‌پوستان در تمام نقاط جهان» ارائه می‌دادند. این فهرست‌ها و معیارها از شعبه ۱۳۵ خیابان هارلم به‌طور آزاد توزیع شد و بسیاری از کتابداران، ویراستاران و نویسندگان آن زمان از این فهرست‌ها در کنار کار خود استفاده کردند. در سال ۱۹۷۱، عنوان آن به «تجربه سیاه‌پوستان در کتاب‌های کودکان» تغییر یافت و معیارهای آن نقش مهمی در افزایش آگاهی دربارهٔ کلیشه‌های مضر در کتاب «داستان سامبو سیاه کوچک» هِلِن بَنرمان ایفا کرد.
در سال ۱۹۷۴، بیکر از کتابخانه عمومی نیویورک بازنشسته شد. اما در سال ۱۹۸۰، او به کتابداری بازگشت تا سمت جدید «داستان‌گوی مقیم» را در دانشگاه کارولینای جنوبی به عهده بگیرد؛ این نیز نخستین چنین سمتی در هر دانشگاه آمریکایی در آن زمان بود. او تا بازنشستگی دوم خود در سال ۱۹۹۴ در این سمت باقی ماند. در طول زمان حضورش در آنجا، بیکر کتابی به نام «داستان‌گویی: هنر و تکنیک» را به همراه همکارش الین گرین نوشت که در سال ۱۹۸۷ منتشر شد.

## مرگ و ادامه میراث
پس از یک بیماری طولانی، بیکر در سن ۸۶ سالگی در تاریخ ۲۳ فوریه ۱۹۹۸ درگذشت. میراث او حتی تا امروز ادامه دارد، به‌ویژه از طریق جشنواره سالانه داستان‌گویی به نام «دوازده داستان بیکر: جشنواره داستان‌ها». این جشنواره که توسط کالج اطلاعات و ارتباطات دانشگاه کارولینای جنوبی و کتابخانه عمومی شهرستان ریچلند حمایت می‌شود، در سال ۱۹۸۷ و در زمان بیکر در دانشگاه تأسیس شد و هنوز هم جشن گرفته می‌شود. کالج اطلاعات و ارتباطات همچنین در سال ۲۰۱۱ یک کرسی انتفاعی به نام بیکر ایجاد کرد. در سال ۲۰۱۹، دکتر نیکول آ. کوک به عنوان استاد انتفاعی آگوستا بیکر منصوب شد.
وقتی از بیکر پرسیده شد: "چه چیزی به دانش‌آموزانتان می‌گویید وقتی کارگاه‌های خود را برگزار می‌کنید؟" او پاسخ داد:
من به آن‌ها می‌گویم که همیشه گفته‌ام. بگذارید داستان خود را بگوید، و اگر داستان خوبی باشد و شما آن را خوب آماده کرده‌اید، نیازی به همه جزئیات اضافی - از جمله لباس‌ها، نمایش‌های هیجان‌انگیز و درام‌های بزرگ - ندارید. کودکان در هر سنی می‌خواهند داستان‌ها را بشنوند. خوب انتخاب کنید، خوب آماده کنید، و سپس پیش بروید، راست بایستید و فقط بگویید."
میراث او همچنین از طریق «مجموعه آگوستا بیکر از ادبیات کودکان و فولکلور» در دانشگاه کارولینای جنوبی ادامه دارد. این مجموعه که توسط پسرش، جیمز اچ. بیکر سوم، اهدا شده، شامل بیش از ۱۶۰۰ کتاب کودک است، از جمله مواد مربوط به کتابخانه شخصی و کاری او، همچنین اسناد، تصویرگری‌ها و مجموعه‌های داستان‌های عامیانه‌ای که بیکر در طول حرفه‌اش استفاده کرده است.
در سال ۲۰۲۴، انتشارات پنگوئن رندوم هاوس کتابی به نام «برو و بگو: زندگی آگوستا بیکر، کتابدار و داستان‌گوی بزرگ» منتشر کرد که به زندگی و حرفه او می‌پردازد. این کتاب به تصویرگری آوریل هریسون و نویسندگی بریانا جی. مک‌دانیل است.

## جوایز و افتخارات
- اولین دریافت کننده جایزه EP Dutton -John Macrae (1953)[۱۹]
- جایزه مدال مجله والدین (1966)[۲۰]
- جایزه گرولیر انجمن کتابخانه آمریکا (1968)[۲۰]
- انجمن ملی کتاب زنان، جایزه کنستانس لیندسی اسکینر (1971)[۲۰]
- جایزه روز کلارنس (1975)[۲۰]
- عضویت افتخاری انجمن کتابخانه آمریکا (1975)[۲۱]
- دکترای افتخاری از دانشگاه سنت جان (1980)[۲۰]
- مدال رجینا انجمن کتابخانه کاتولیک (1981)[۲۲][۲۳]
- دکترای افتخاری از دانشگاه کارولینای جنوبی (1986)[۲۴]
- دومین دریافت کننده جایزه خدمات برجسته انجمن خدمات کتابخانه ای به کودکان (1993)[۲۵]

## کتابشناسی
از جانیس ام. دل نگرو، سردبیر سابق بولتن برای کتاب‌های کودکان: